# Беда Гриффитс
Беда Гриффитс (англ. Bede Griffiths, о. Беда Гриффитс OSB Cam, в миру Алан Ричард Гриффитс; 1906—1993) — английский католический священник, монах-бенедиктинец, теолог, мистик и пионер межрелигиозного диалога. Провёл половину своей жизни в Южной Индии, сочетая образ жизни бенедиктинского монаха и санньяси, йогина. Участвовал в основании одного из первых христианских инкультурационных ашрамов в Керале (Курисумала ашрам, монастырь цистерцианцев сиро-маланкарского обряда), и затем, начиная с 1968 года стал ачарьей (аббатом) Саччидананда ашрама (впоследствии ставшего монастырем Пресвятой Троицы камальдолийской конгрегации), называемого также «Шантиванам» («лес мира» на тамильском). Также Беда Гриффитс считается основателем «Движения Христианских Ашрамов», в рамках которого представители современного христианского монашества реализуют свою духовную жизнь в условиях традиции индийской санньясы.

## Биография
Уроженец Великобритании, обучался в Оксфорде, где его научным руководителем был Клайв Стейплз Льюис, упоминавший о. Беду в своей книге «Настигнут радостью». Алан Гриффитс был рукоположен в священники в Англиканской Церкви, но вскоре, пережив глубокий эмоционально-духовный кризис во время служения в лондонских трущобах, он принимает решение о переходе в Католическую Церковь.
Будучи вдохновленным работами кардинала Ньюмена Гриффитс 29 декабря 1932 года поступил в новициат аббатства Принкнеш (Глостершир, Англия), в 1937 году принёс свои обеты как бенедиктинский монах (взяв имя в честь Беды Достопочтенного) и был рукоположен в священнический сан в 1940 году.
В 1947 году о. Беда становится приором аббатства Св. Михаила в Фарнборо. Спустя 4 года отправляется восстанавливать Пласкарденское аббатство в шотландский город Элгин, где пишет свою первую приобретшие популярность работу, автобиографию «Золотая нить: Автобиография». К тому времени у Гриффитса под влиянием его друга, индийского священника о. Бенедикта Алапотта, созревает интерес к индийской культуре и философии.
В 1955 году он вместе с о. Алапоттом направляется с миссионерскими целями в Индию, где сначала вместе с цистерцианцем из Бельгии о. Франциском Майо (основателем движения христианской санньясы, «Криста Санньяса Самадж») участвует в создании Курисумала ашрама («Курису» — Крест, «Мала» — гора на малаялам), по приглашению епископа Сирийской Католической Церкви Захариоса Мар Атанасиоса, а затем приглашается возглавить существовавший тогда уже некоторое время Саччидананда ашрам, основанный в 1950 году двумя французами — о. Жюлем Моншаненом и о. Анри Ле Со OSB. Ашрам Пресвятой Троицы под руководством о. Беды (известного в качестве ачарьи ашрама, как Свами Даянанда, санскр. «блаженство сострадания») стал местом диалога монахов, представляющих христианскую и индийскую духовность, а также территорией инкультурации, где вместе с Библией читались Упанишады, и частью ежедневной молитвенной жизни и литургии стали традиционные для Индии явления — различные медитативные практики и такие ритуалы, как например арати. Возглавив небольшую монашескую общину в Саччидананда ашраме, о. Беда сразу же взялся за книгу «Веданта и христианская вера», с которой он начал своё серьезное исследование внутренних связей между традиционной индийской философией и христианским духовным опытом.
Во второй половине своей жизни Беда Гриффитс пишет множество книг, ставших популярными во всем мире («Возвращение к Центру» 1976, «Брак Востока и Запада: сиквел Золотой нити» 1982, «Реки сострадания — христианские комментарии на Бхагавад-гиту» 1987, «Медитация и Новое Творение во Христе» 1994…), и участвует в различных конференциях и научных программах.

## Учение
Главная тематика работ Беды Гриффитса — возможность выражения аутентичного христианского мистического опыта языком веданты наравне с греческой философией, а также теория и практика диалога между мировыми духовными традициями (в ходе которого, по мнению автора, каждая из сторон сможет глубже узнать себя и при этом научиться видеть то лучшее, что есть в собеседнике), и между духовностью и наукой. Одна из центральных мыслей философии о. Беды заключалась в том, что главный духовный язык, который позволяет говорить от сердца к сердцу как традициям, так и отдельным людям, — это медитативное безмолвие, созерцание, лежащее в основе любых рассуждений и слов. Беда Гриффитс, как некоторые другие бенедиктинцы, занимавшиеся межрелигиозным и межкультурным диалогом в 70-е гг. считал очень важным популяризацию в среде мирян и светских людей созерцательных практик. Одной из форм созерцания, близкой и доступной современному западному духовному искателю о. Беда считал практику христианской медитации, сформулированную о. Джоном Мейном OSB, инициативы и учение которого он очень высоко оценил, выступив в 1991 г. по приглашению о.Лоренса Фримена OSB ведущим «Семинара Джона Мейна» : 
"Люди задаются вопросом - есть ли в христианстве путь к Высшей Истине, не доктрина или ритуал, а путь прямого опыта Бога? Это именно то, чего ищут все в наше время - не слова и мысли, но именно непосредственный опыт. Существует ли подобный опытный путь к Богу, к истине и реальности в христианской традиции? Я верю, что такой путь существует, и отец Джон Мейн был одним из тех, кто пытался сделать подобный опыт доступным для современных людей. Он обнаружил его в бенедиктинской традиции, восходящей к пустынничеству."

В начале своего путешествия в Индию о. Беда был сторонником исключительно мистического, интуитивного подхода к поиску духовного центра, основы реальности. Позднее, после знакомства с Рупертом Шелдрейком (британским биохимиком и психологом, проведшим в ашраме год в качестве гостя) он увлекся книгой американского физика Фритьофа Капры «Дао физики», затем работами Дэвида Бома и Кена Уилбера. Этот интерес привел его к более интегральному взгляду на духовное постижение реальности, близкому к эволюционной теологии о. Тейяра де Шардена SJ, что впоследствии стало важной частью его идеи о том, что духовное развитие личности и общества — это интеграция интуитивного и логического аспекта сознания: 
"Одна из вещей, которой я, соприкоснувшись с индийской культурой, в настоящее время учусь, и которой, возможно, учатся все люди нашей эпохи, - это примирение противоположностей. Зачастую мы думаем - либо это, либо то. Но почти всегда оказывается, что имеет место и то и другое. У китайцев есть прекрасный образ Инь и Ян. Он демонстрирует, насколько все взаимосвязано. Не стоит всегда делить вещи на то и это, лучше научится видеть, каким образом противоположности образуют единое целое. Так что, думая о Боге, нам необходимо объединить оба этих образа - Отца на небесах и Святого Духа внутри нас."

## Наследие
Жизнь и философия Беды Гриффитса стала очень влиятельным примером для многих людей на западе — как в среде монашеской или внутрицерковной, так и в светской или научной. Сохранением и распространением его наследия занимается международный «Фонд Беды Гриффитса» (руководящийся с. Паскалиной Кофф OSB из бенедиктинской конгрегации Сестер Непрерывного Поклонения и о. Бруно Барнхартом OSB Cam) и Камальдолийский институт восточно-западного диалога, размещенный в американском монастыре «Нью Камальдоли» (Биг-Сюр, Калифорния, США).